# E-flat Tuning
E-flat tuning (рус. Строй Ми бемоль) — гитарный строй, который происходит от исторически всеми применяемого «испанского строя» (E-B-G-D-A-E) и заключающийся в понижении каждой струны на гитаре с данным строем на полутон, что превращает классическую настройку в настройку с нотами E♭-B♭-G♭-D♭-A♭-E♭ (или же по-другому D#-A#-F#-C#-G#-D#). Чаще всего применяется для более удобной игры в определённой тональности, либо для получения более низкого звука.

## Теория
| Струна    | Строй E♭ (ми-бемоль)          | Строй E♭ (ми-бемоль) |
| Струна    | Нота                          | Частота (в герцах)   |
| --------- | ----------------------------- | -------------------- |
| Первая    | e♭¹ (ми-бемоль первой октавы) | 311.13               |
| Вторая    | b♭ (си-бемоль малой октавы)   | 233.08               |
| Третья    | g♭(соль-бемоль малой октавы)  | 185.00               |
| Четвёртая | d♭ (ре-бемоль малой октавы)   | 138.59               |
| Пятая     | A♭ (ля-бемоль большой октавы) | 103.80               |
| Шестая    | E♭ (ми-бемоль большой октавы) | 77.78                |

E-flat tuning в нотной записи

Для перестройки из классического строя в строй Ми бемоль, все струны гитары опускаются на интервал (в данном случае на полутон) ниже.

## Практика
Небольшой список из некоторых групп, которые играют на строе E-flat:
- Nirvana. Многие популярные и не очень песни одного из главных гранж-коллективов 90-х написаны именно в этом строе. Некоторые композиции Nirvana, написанные на E-flat: «Serve the Servants», «Rape Me», "Dumb", "Pennyroyal Tea". Также большую часть концертов группа исполняла на данном строе. В их число входят такие известные концерты, как MTV Unplugged in New York и Live at Reading.
- Guns N' Roses. Их известная Sweet Child o' Mine была написана на данном строе.
- Ария.
- Alice in chains.
- Slayer.
- Cannibal Corpse.
- Metallica.
- Anthrax.
- Dio.
- The Jimi Hendrix Experience. Пример: Voodoo child (Slight Return).